# Клајн Баркау
Клајн Баркау (њем. Klein Barkau) општина је у њемачкој савезној држави Шлезвиг-Холштајн. Једно је од 84 општинска средишта округа Плен. Према процјени из 2010. у општини је живјело 254 становника. Посједује регионалну шифру (AGS) 1057037.

## Географски и демографски подаци
Клајн Баркау се налази у савезној држави Шлезвиг-Холштајн у округу Плен. Општина се налази на надморској висини од 41 метра. Површина општине износи 4,2 km². У самом мјесту је, према процјени из 2010. године, живјело 254 становника. Просјечна густина становништва износи 61 становника/km².